# Rafał Sarnecki (musicus)
Rafał Sarnecki (Warschau, 1982) is een Poolse jazzgitarist, componist, arrangeur en producent in de jazz.
In 2002 won Sarnecki de eerste prijs in de International Jazz Guitar Competition-Guitar City in Warschau. In 2005 vertrok hij naar New York. Hij studeerde hier met een beurs aan New School University in Manhattan, bij Paul Bollenback, Peter Bernstein en Adam Nussbaum. In 2008 studeerde hij af. In 2010 behaalde hij een graad in 'jazz performance' aan Queens College, waar hij studeerde onder John Bollenbeck.
In 2008 verscheen zijn eerste album, dat genomineerd werd voor een Fryderik. Sindsdien kwamen er nog andere platen van hem uit, onder meer op BJU Records.
Sarnecki speelt in de groepen van onder andere Lucas Pino, Annie Chen, David Bertrand en Leonor Falcon.

## Discografie
- 2008: Song From a New Place, ARMS Records
- 2011: The Madman Rambles Again (Fresh Sound New Talent)
- 2014: Cat’s Dream (Brooklyn Jazz Underground Records)